# Palau a 2010. évi nyári ifjúsági olimpiai játékokon
Palau a Szingapúrban megrendezett 2010. évi nyári ifjúsági olimpiai játékok egyik részt vevő nemzete volt. Sportolói 3 sportágban vettek részt:  atlétika, súlyemelés és úszás.

## Atlétika
Fiú
| Rodman Teltull | 100 m | 11.71 | 24. qD | 11.45 | 23. |

Lány
| Rubie Joy Gabriel | 100 m | 13.57 | 27. qD | 13.77 | 26. |

## Súlyemelés
Fiú
| Versenyző        | Versenyszám | Szakítás | Lökés | Összesen | Helyezés |
| ---------------- | ----------- | -------- | ----- | -------- | -------- |
| Mavrick Faustino | 85 kg       | 90       | 110   | 200      | 8.       |

## Úszás
Lány
| Versenyző     | Versenyszám         | Előfutam | Előfutam | Elődöntő | Elődöntő | Döntő   | Döntő    |
| Versenyző     | Versenyszám         | Idő      | Hely.    | Idő      | Hely.    | Idő     | Helyezés |
| ------------- | ------------------- | -------- | -------- | -------- | -------- | ------- | -------- |
| Maria Gibbons | 50 m-es gyorsúszás  | 31:43    | 51.      | kiesett  | kiesett  | kiesett | kiesett  |
| Maria Gibbons | 100 m-es gyorsúszás | 1:11.34  | 51.      | kiesett  | kiesett  | kiesett | kiesett  |

## Fordítás
Ez a szócikk részben vagy egészben  a   Palau at the 2010 Summer Youth Olympics című angol Wikipédia-szócikk fordításán alapul.  Az eredeti cikk szerkesztőit annak laptörténete sorolja fel. Ez a jelzés csupán a megfogalmazás eredetét és a szerzői jogokat jelzi, nem szolgál a cikkben szereplő információk forrásmegjelöléseként.